# Eder (flod)
 For alternative betydninger, se Eder. (Se også artikler, som begynder med Eder)
Eder er en flod i Nordrhein-Westfalen og Hessen i Tyskland og en af sidefloderne til Fulda fra venstre med en længde på 177 km. Den blev først nævnt af den romerske historiker Tacitus som Adrana i området Chatti.

## Flodens løb
Floden har sit udspring fra bjerget Ederkopf vest i Nordrhein-Westfalen nær kilden til floderne Lahn og Sieg. I modsætning til Lahn og Sieg, som begge er sidefloder til Rhinen, løber Eder østover og nordover og udmunder i Fulda ved Edermünde, syd for Kassel. Ved Hannoversch Münden løber Fulda sammen med Werra og danner Weser som løber ud i Nordsøen nord for Bremen. Byer langs Eder er blandt andet Battenberg, Frankenberg, Waldeck og Fritzlar.

## Dæmningen ved Edersee
I 1914 stod en 47 meter høj dæmning færdig nær den lille by Waldeck, og den dannede reservoiret Edersee, som er 27 km lang og holder op til 200 millioner m³ vand. Den benyttes til vandkraftproduktion og for at regulere vandstanden i Weser.
Dæmningen blev ødelagt af britiske bombefly 17. maj 1943 (Operation Chastise). Bombeflyene var udstyret med den specielle Barnes Wallis-bombe, som sprang bortover vandet når den blev sluppet i en speciel vinkel fra fly. Samme nat blev dæmningen ved Möhnereservoiret også bombarderet, noget som skabte enorme ødelæggelser og tab af liv nedstrøms (størstedelen af de omkomne var ukrainske krigsfanger lige nedenfor dæmningen). Filmen The Dam busters omhandler denne begivenhed.
Dæmningen blev opbygget igen samme år, og i dag er indsøen et område for rekreation.

## Sidefloder

### Fra venstre
- Wähbach: 6,0 km
- Elberndorfer Bach: 9,0 km
- Röspe: 8,6 km
- Kappel: 7,3 km
- Trüfte: 9,7 km
- Odeborn: 21,2 km
- Lützelsbach: 5,6 km
- Arfe: 5,4 km
- Elsoff: 19,0 km
- Riedgraben: 7,6 km
- Elbrighäuser Bach: 10,8 km
- Nitzelbach: 10,6 km
- Linspherbach: 18,3 km
- Hainerbach: 7,3 km
- Goldbach: 9,5 km
- Nuhne: 36,9 km
- Orke: 38,2 km
- Itter: 11,6 km
- Aselbach: 6,6 km
- Werbe: 13,2 km
- Reiherbach: 7,4 km
- Netze: 12,9 km
- Elbe: 33,7 km
- Ems: 34,1 km
- Pilgerbach: 8,8 km

### Fra højre
- Benfe: 11,2 km
- Preisdorf: 6,0 km
- Altmühlbach: 5,3 km
- Rinther Bach 6,1 km
- Grundbach: 5,1 km
- Leisebach: 4,6 km
- Lindenhöferbach: 4,1 km
- Eifaer Bach: 4,5 km
- Nemphe: 14,2 km
- Lengelbach: 11,4 km
- Lorfe: 11,8 km
- Banferbach: 7,2 km
- Wesebach: 25,3 km
- Wilde: 17,1 km
- Schwalm (Eder): 97,1 km

50°56′06″N 8°12′34″Ø / 50.9351°N 8.2095°Ø